# Rotaract
 (mars 2018).
Le Rotaract est un club service international, fondé sur le volontariat et le bénévolat, qui regroupe des jeunes, à partir de 18 ans et sans limite d'âge. Il est créé en 1968 aux États-Unis par le Rotary International.
Son nom vient de la contraction des termes ROTARy et ACTion. Il existe aujourd'hui plus de 10 900 clubs Rotaract, dans 189 pays, avec plus de  210 000 membres.

## Mission
Les clubs Rotaract réunissent des jeunes d'au moins 18 ans pour échanger des idées avec les décideurs locaux, développer leurs compétences professionnelles et leur leadership, et monter des actions dans la bonne humeur.
Les clubs Rotaract sont autonomes et décident de leurs activités, de leurs actions, de leur administration et de la gestion de leurs fonds. Les Rotary (clubs parrains) conseillent, soutiennent et travaillent avec les clubs en tant que partenaire.

## Actions
Les buts principaux du Rotaract regroupent les diverses notions de paix, service à la communauté, apprentissage du « leadership », éthique, respect et tolérance. Chacun des membres essaie de les mettre en pratique quotidiennement, dans leur vie étudiante ou professionnelle, comme au sein du Club.
Ces buts sont servis par quatre types d’actions :
Actions d’intérêt public: ce sont des actions sociales qui consistent à aider et à œuvrer pour le bien d’autrui, que ce soit en soutenant une cause ou en aidant au développement de projet, en sponsorisant une démarche ou une association caritative par des récoltes de fonds, ou encore en soutenant des actions nationales.
Actions internationales: accueil d’étudiants étrangers, échanges avec d’autres clubs du monde entier auquel ils peuvent apporter des soutiens logistique et financier en fonction de leurs actions, mais aussi communiquer sur leurs démarches, voire coorganiser des projets d’envergure.
Actions intérieures: organisation de soirées, de sorties, d’épreuves sportives entre les membres du club et des différents clubs du district afin d’augmenter la cohésion entre les membres, mais aussi créer des liens entre les Clubs.
Actions professionnelles: organisation de colloques, de partage d’expériences dans le domaine professionnel ou culturel qui permettent aux membres d’élargir leurs horizons, mais aussi d’entrer en contact avec des professionnels de leur domaine.

## Organisation
Chaque club Rotaract doit être parrainé par un club Rotary.
Les différents clubs et districts du Rotaract mettent en œuvre diverses actions solidaires et caritatives tant au niveau international, national et local.
La plupart des activités rotaractiennes ont lieu au niveau des clubs. Ceux-ci tiennent des réunions régulières, habituellement toutes les deux semaines. Durant ces réunions sont préparées des actions de service à autrui, des conférences, des visites à d'autres clubs.
Les Rotaractiens du monde d'entier se réunissent à la Pré-Convention du Rotaract, avant la Convention du Rotary International chaque année; et tous les 3 ans à l'Interota, la Convention internationale du Rotaract.
La devise est: la camaraderie par le service

## Rotaract en France
Le Rotaract France regroupe les districts rotary de la zone 13A (France, Andorre et Monaco).
Le premier club français a été créé en 1968 à Toulouse. Il existe deux types de clubs Rotaract : les clubs implantés dans une collectivité, comme le Rotaract Club de Paris, et des clubs au sein d'universités comme le Rotaract Panthéon-Assas Melun.